# Gianluca Cerrina Feroni
Gianluca Cerrina Feroni (Roma, 12 gennaio 1939 – 21 ottobre 2014) è stato un politico e sindacalista italiano.

## Biografia
Funzionario della FIOM, rivestì la carica di deputato per tre legislature, venendo eletto col Partito Comunista Italiano alle politiche del 1976 (con 12.867 preferenze, subentrando a Mario Gozzini, optante per il Senato), alle politiche del 1979 (con 12.640 preferenze) e alle politiche del 1983 (con 9.794 preferenze, subentrando a Enzo Enriques Agnoletti, optante per il Senato).
Terminò il mandato parlamentare nel 1987.
Successivamente fu presidente di Legacoop Toscana.

## Scritti
- Gian Luca Cerrina Feroni, una storia di sinistra. Il sindacato, il Parlamento, la cooperazione, a cura di Giovanni Gozzini, prefazione di Giorgio Napolitano, Carocci Editore, Roma, 2017